# هارو هوسويا
هارو هوسويا (باليابانية: 細矢治夫؛ بالكانا: ほそや はるお) هو كيميائي ياباني، ولد في 1936 في كاناغاوا في اليابان.